# 浦光大樓
浦光大樓是上海市的一座建築，竣工於1907年。這棟建築外觀是新古典主義風格，曾經由中國基督教青年會使用。 現在建築物由浦光中學使用。浦光大樓是上海市優秀歷史建築之一。